# Sant Esteve de Castellet
Sant Esteve també Sant Esteve de Castellet és una església a prop del poble de les Masuques al municipi de Castellet i la Gornal (Alt Penedès) protegit com a bé cultural d'interès local. Sant Esteve de Castellet és l'antiga parroquial del poble, abans que aquest passés a dependre de l'església de Sant Pere. "S. Stephani de Castelleto" apareix esmentada ja des del segle x com a possessió del monestir de Sant Cugat del Vallès. Sembla que la construcció conservada en l'actualitat es va fer posteriorment, en substitució de la primera església. L'edifici ha experimentat reformes al llarg dels anys, principalment pel que fa a la façana principal, que actualment apareix molt modificada. L'església està situada És un edifici d'una sola nau, coberta amb volta de canó sobre arcs torals, cimbori de planta vuitavada amb campanar, i teulada a dues vessants. Hi ha tres absis, el central dels quals és molt més gran, i té una finestra d'arc de mig punt a la part central. La façana principal presenta, com a únic element remarcable, una porta d'accés d'arc de mig punt amb dovelles de pedra.